# Masirana suzukii
Espèce
Masirana suzukii est une espèce d'araignées aranéomorphes de la famille des Leptonetidae.

## Distribution
Cette espèce est endémique de l'archipel Nansei au Japon,. Elle se rencontre sur Okinawa-honto à Nakijin dans la grotte Tiragama.

## Description
Le mâle holotype mesure 1,66 mm et la femelle paratype 1,59 mm, les mâles mesurent de 1,55 à 1,66 mm et les femelles de 1,59 à 1,70 mm.

## Systématique et taxinomie
Cette espèce a été décrite par Ballarin et Eguchi en 2022.

## Étymologie
Cette espèce est nommée en l'honneur de Yuya Suzuki.

## Publication originale
- Ballarin & Eguchi, 2022 : « Taxonomic notes on leptonetid spiders from the Ryukyu Archipelago with the description of two new species and the first record of the genus Longileptoneta from Japan (Araneae: Leptonetidae). » Zootaxa, no 5213(4), p. 371-387.